# Ngư nghiệp

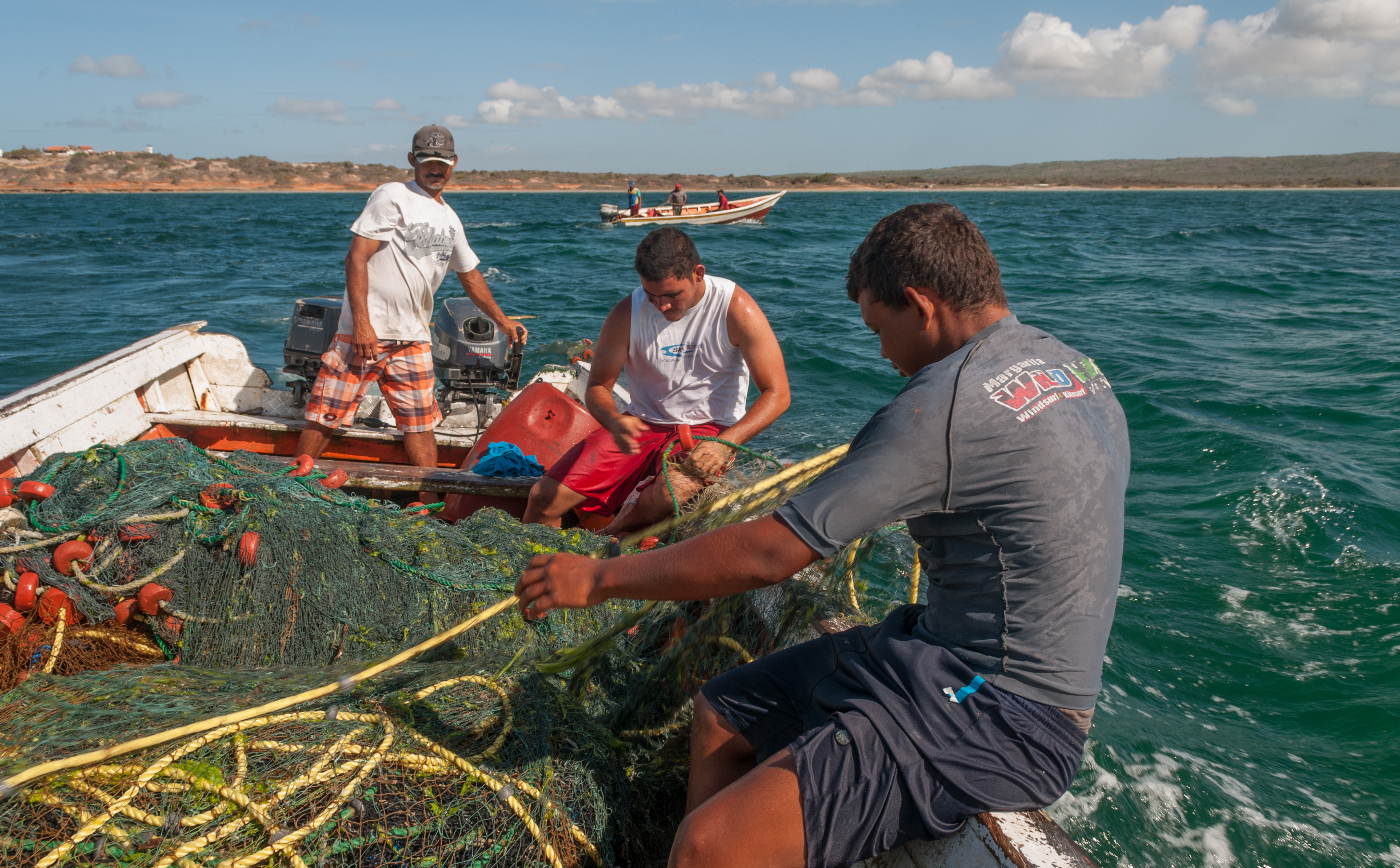
Ngư dân tại đảo Margarita, Nueva Esparta

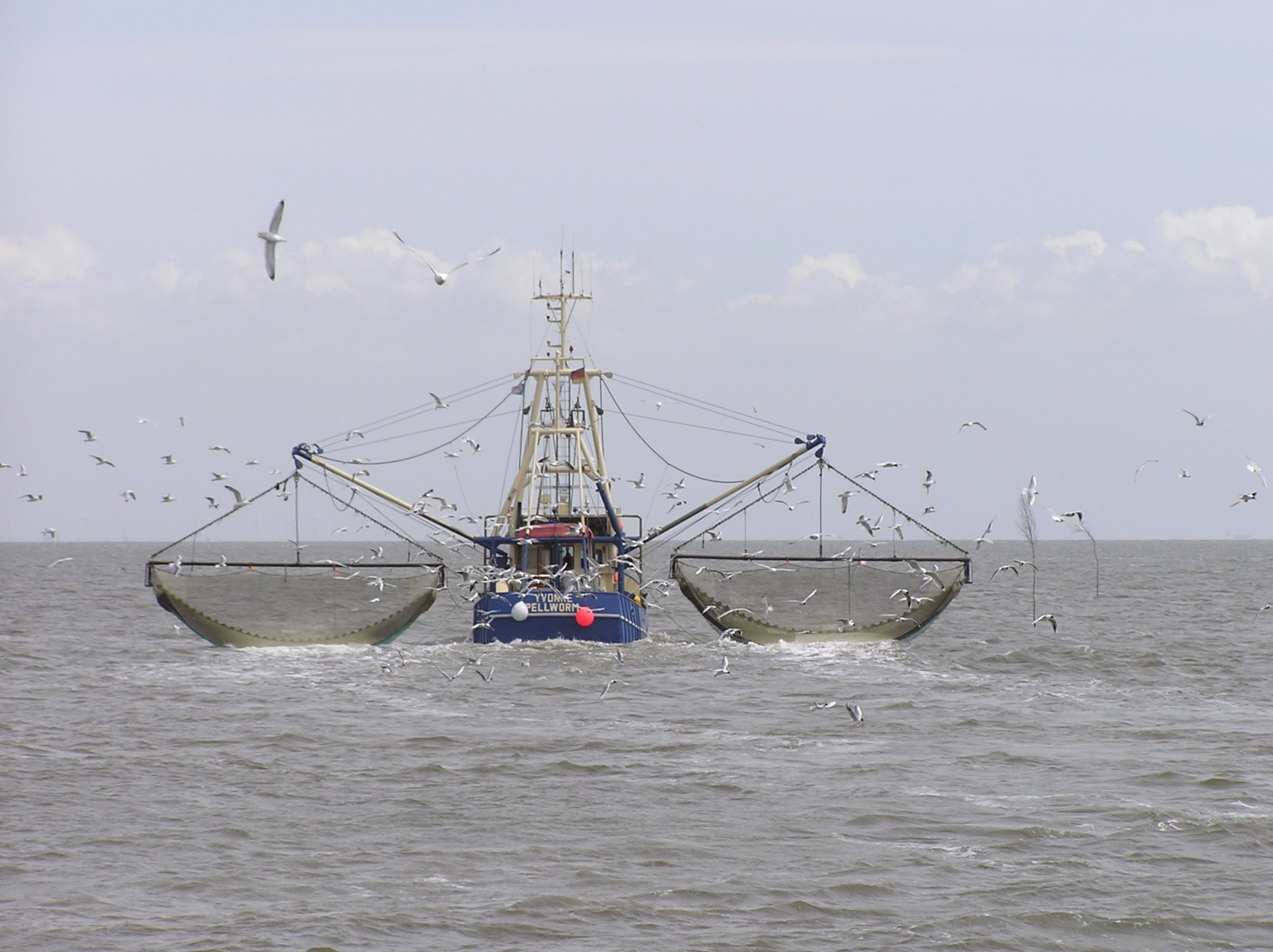
Thuyền bắt cua tại đảo Pellworm, Vườn quốc gia biển Wadden Schleswig-Holstein

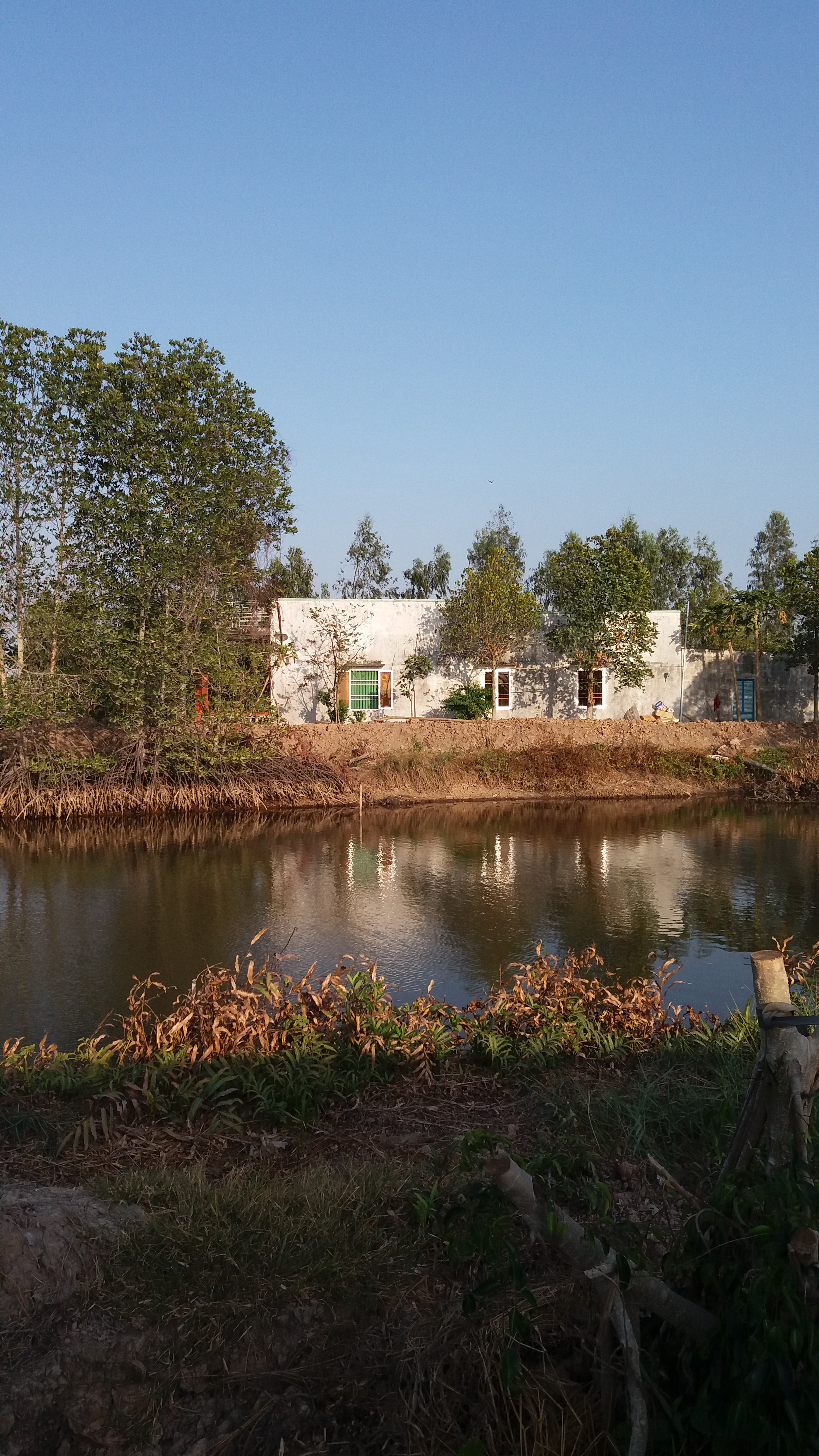
Một cái hồ để làm ngư nghiệp ở Cà Mau

Ngư nghiệp là ngành kinh tế và là lĩnh vực sản xuất có chức năng và nhiệm vụ nuôi trồng và khai thác các loài thủy sản, chủ yếu là cá ở các ao hồ, đầm, ruộng nước, sông ngòi, trong nội địa và ở biển. Nói chung, ngư nghiệp là một thực thể tham gia trong việc nâng cao hoặc thu hoạch cá, được xác định bởi một số cơ quan phải là nghề cá, bảo vệ và phát triển nguồn lợi thủy,hải sản
Người ta ước tính, có khoảng 500 triệu người ở các quốc gia trên thế giới sống bằng nghề đánh bắt và nuôi trồng thủy, hải sản. Trong đó, châu Á đóng vai trò quan trọng trong hoạt động đánh bắt, nuôi, trồng thủy, hải sản, cung cấp khoảng 90% sản phẩm thủy, hải sản cho nhu cầu tiêu dùng của toàn thế giới.

## Việt Nam
Việt Nam có 3260 km bờ biển. Trong đất liền và trên các đảo có rất nhiều ao, hồ, đầm, sông, suối, ruộng nước, kênh rạch với diện tích khoảng 1,7 triệu ha, trong đó diện tích nuôi trồng thủy sản là 1,03 triệu ha. Với lợi thế về địa lí, khí hậu và con người, ngư nghiệp đã và sẽ trở thành ngành kinh tế mũi nhọn của Việt Nam. Ở Việt Nam, ngư nghiệp là ngành sản xuất đóng vai trò rất quan trọng, vì:
- Ngư nghiệp cung cấp các thực phẩm có giá trị dinh dưỡng cao, chứa nhiều chất đạm dễ tiêu, chất khoáng, ít chất béo, rất có lợi cho sức khỏe con người. Vì vậy, xã hội càng phát triển, nhu cầu về thủy, hải sản cho bữa ăn hằng ngày của người dân càng tăng.
- Ngư nghiệp cung cấp nguồn nguyên liệu cho ngành công nghiệp chế biến thực phẩm và công nghiệp sản xuất, chế biến thức ăn chăn nuôi.
- Nhiều sản phẩm của ngư nghiệp có giá trị xuất khẩu đem lại nguồn thu ngoại tệ cho đất nước và góp phần cải thiện đáng kể đời sống cho nông dân.
- Bảo vệ và phát triển nguồn lợi thủy, hải sản.
- Tạo việc làm, thu nhập cho người lao động.

Năm 2013,nước ta đứng thứ ba về nuôi trồng đánh bắt thủy,hải sản và là một trong năm quốc gia xuất khẩu nhiều nhất thế giới với 637000 ha nuôi tôm 10000 ha nuôi cá tra,cá ba sa còn lại là diện tích nuôi các loại thủy hải sản khác